# 裝藥
推進藥（propellant）也称發射藥或裝藥，是儲存在容器內，用以推動抛射物的推進劑。枪械最早期使用的是黑色火藥，現代比較常見的是無煙火藥。

## 裝藥的使用對象
裝藥使用的對象包括以槍管或者是砲管發射的各種彈頭，火箭或者是飛彈使用的動力來源。裝藥和一般燃料的差異在於裝藥多指長期固定持存在特定容器內，可以立即使用的推進劑，因此無法儲存的液態火箭燃料有的時候不歸類在裝藥當中。

## 裝藥的型態
裝藥本身可以是固態或者是液態兩種。新一代的火炮使用液態推進劑的場合則是在發射前將推進劑注入炮膛後部，點火擊發使用。
固態裝藥的型態最常見的有三種，分別是：固定裝藥，半固定裝藥與分離裝藥。

### 固定裝藥
此种弹药简称“定装弹”，是指推進劑的量是固定的，裝填的彈體與彈頭在出廠時已經接合為一體，發射之後用完裝藥的彈體可以取下重複使用。一般槍枝的子彈是最佳的代表；此外坦克的主炮由于车内空间狭小不便操作，一般也会使用定装炮弹。

### 分離裝藥
是將推進劑以一個特定的份量，以特別的布料或者是紙張加以包裝，每一個包裝通常稱為藥包，使用時先将彈頭入膛、随後填入一个或多个藥包。發射之後包裝的材質也會燃燒掉，僅留下少量的殘餘，因此無法回收重複使用。使用這種裝藥方式多半是在需要射程多变的火炮、如舰炮或迫击炮（药包呈C字形、套在弹体尾部细颈上）上面，利用藥包数量達到調整推力及射程的目的，並且減輕整個彈頭與推進藥劑整合為一體時的運輸與處理重量。

### 半固定裝藥
結合前兩者的特點。推進劑是以分離裝藥的型態個別包裝，在使用前將需要的藥包數量裝入金屬的彈體當中，然後再將彈頭裝於彈體前端。使用過後彈體可以回收重複使用，藥包則在發射過程中燃燒完畢。這種裝藥方式保留了可隨任務需要、利用藥包數量來控制射程的高彈性优点，可是使用上手續較為繁瑣。

## 以成份來分的種類
- 單基發射藥：以硝化纖维為主。
- 雙基發射藥：含有硝化纖维及硝酸甘油，多半用在小口徑武器上，例如手槍或者自動武器。
- 三基發射藥：含有硝化纖维、硝酸甘油及硝基胍。威力較大的三基發射藥則運用在大口徑火炮上，例如艦炮，甚至坦克主炮。例如XT-69榴彈炮的增程發射藥。

## 形狀
現代大量生產有球形、柱狀或片狀。柱狀或片狀以溶劑（如乙醚）軟化後擠出切成，柱狀通常又有單孔及多孔（例如七孔）之分。真空乾燥時回收溶劑再用。其表面常裹以石墨、以防靜電意外點燃。因其燃燒只發生在表面，其形狀大小與其燃燒速度有關。